# 宇宙语言
宇宙语言（拉丁語：Lincos，源自的縮寫），又稱為宇际语言，是一種在1960年由荷蘭数学家和天文学家弗勒登塞尔博士提出的一種人工語言。當年，他在其個人著作《Lincos：一種為宇宙間溝通而設計的語言 (第一部)》(Lincos: Design of a Language for Cosmic Intercourse, Part 1)提出這種語言的概念。他設計這語言的概念，是希望所有可能的外星生物物種都能夠明白，並且可以透過星際間的無線電信號傳達。弗勒登塞尔博士認為：這種語言必須能夠容易讓地球以外的物種明白，所以其設計不能夠與地球的任何生物有關聯。而且，Lincos的設計要能夠足以封裝(encapsulate)「我們知識的大部份」("")。

## 假設
虽然目前还无法证实除地球外宇宙中还有其他地方存在生命，但是许多科学家认为宇宙中存在其他生命的可能性应该是有的。基于这种假设，因此把宇宙中其他星球上的智能生物所说的所有语言统称为宇宙语言。下面的叙述也是全部基于这种假设。
根据宇宙语言学的研究，宇宙中存在的语言有无数种。而人类由于对此还一无所知，因此也很难解读这些宇宙语言。在这种情况下，人类的科学家试图设计一种宇宙人能够识别的人造语言，用来和他们进行联系。
研究和设计宇宙语言，是基于这样一种依据：科学家认为宇宙人应该是比地球人更先进，更发达的智能生物，因此他们的语言也应该很发达。而标志之一就是语言的高度数学化。因此，科学家试图把语言用数学方法来表达，这就是宇宙语言的基本思路。因此，弗勒登塞尔博士提出過一套宇宙语言的设计方法，就是以数学符号为基础，有一整套的规则和代码，并且用数学的方法料表达句法。
他的基本信息运算非常简单：例如
```
....>..
...<......
...=...
..+...=.....
......-....=..
```

雖然弗勒登塞尔博士對這種語言有一套整全的體系，但直到現在為止，他所設計的語言還未有機會進行廣播。因此，他聲稱能夠「與外太空智慧溝通」的理念上的方案。

## 可行性
意大利数学家、物理学家及天文学家伽利略早在17世纪初就指出，数学语言是解读宇宙语言的钥匙。当代美国天文学家萨根也指出，宇宙中的技术文明无论差异多大，都有一种共同的语言——数学语言。中国数学家和语言学家周海中教授在《宇宙语言：设计、发送与监听》一文认为，数学语言具有明确性、单义性、紧凑性、普适性、可观察性等优点，是宇宙交际的理想工具。另外还有专家认为,图象语言和音乐语言也可作为宇宙交际的共同语言。

### 引用
1. ↑   (PDF). Declassified Document, Department of Defense, USA Government. （原始内容 (PDF)存档于2021-07-13）. Sir Bernard Lovell, one of the world's leading radio astronomers, has calculated that, even allowing for a margin of error of 5000%, there must be in our own galaxy about 100 million stars which have planets of the right chemistry, dimensions, and temperature to support organic evolution.
2. ↑   (PDF). Declassified Document, Department of Defense, USA Government. （原始内容 (PDF)存档于2021-07-13）.

## 参閲
- 宇宙语言学
- 搜寻地外文明计划